# Aknīstes pagasts
Aknīstes pagasts er en territorial enhed i Aknīstes novads i Letland. Pagasten etableredes i 1863, havde 531 indbyggere i 2010 og omfatter et areal på 129,70 kvadratkilometer. Hovedbyen i pagasten er Aknīste.